# 波利奧韋 (卡蘭恰克區)
46°15′47″N 33°30′20″E / 46.26306°N 33.50556°E
波利奧韋（烏克蘭語：Польове）是位於烏克蘭南部的村莊，由赫爾松州斯卡多夫斯克區的米爾內市鎮負責管轄。該村面積4.5平方公里，海拔高度6米，2001年人口124，人口密度每平方公里27.6人。